# 瓦塔區 (瓦伊拉斯省)

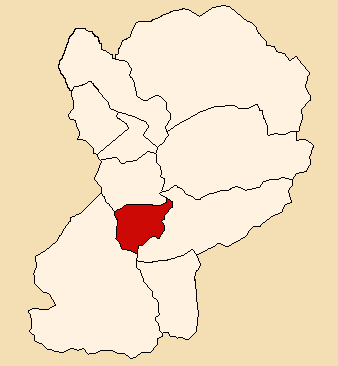

瓦塔區（西班牙語：Distrito de Huata），是秘魯的一個區，位於該國北部安卡什大區的瓦伊拉斯省，始建於1857年1月2日，面積70.69平方公里，海拔高度2,736米，2002年人口1,941，人口密度為每平方公里27人。